# Ivan Alypov
Ivan Vladimirovič Alypov (in russo Иван Владимирович Алыпов?; Sverdlovsk, 19 aprile 1982) è un ex fondista russo.

## Biografia
In Coppa del Mondo ha esordito il 25 ottobre 2003 a Düsseldorf (49°), ha ottenuto il primo podio il 10 gennaio 2004 a Otepää (3°) e la prima vittoria il 5 dicembre 2004 a Berna.
In carriera ha preso parte a un'edizione dei Giochi olimpici invernali, Torino 2006 (28° nello sprint, 3° nello sprint a squadre, 6° nella staffetta), e a due dei Campionati mondiali (8° nello sprint a squadre a Oberstdorf 2005 il miglior risultato).

## Palmarès

### Olimpiadi
- 1 medaglia:
  - 1 bronzo (sprint a squadre a Torino 2006)

### Coppa del Mondo
- Miglior piazzamento in classifica generale: 35º nel 2006
- 4 podi (1 individuale, 3 a squadre):
  - 1 vittoria (a squadre)
  - 1 secondo posto (a squadre)
  - 2 terzi posti (1 individuale, 1 a squadre)

#### Coppa del Mondo - vittorie
| Data            | Località | Nazione  | Spec.                     |
| --------------- | -------- | -------- | ------------------------- |
| 5 dicembre 2004 | Berna    | Svizzera | TS TL (con Vasilij Ročev) |

Legenda:

TL = tecnica libera

TS = sprint a squadre

#### Coppa del Mondo - competizioni intermedie
- 1 podio di tappa:
  - 1 secondo posto